# Rainer Wilke

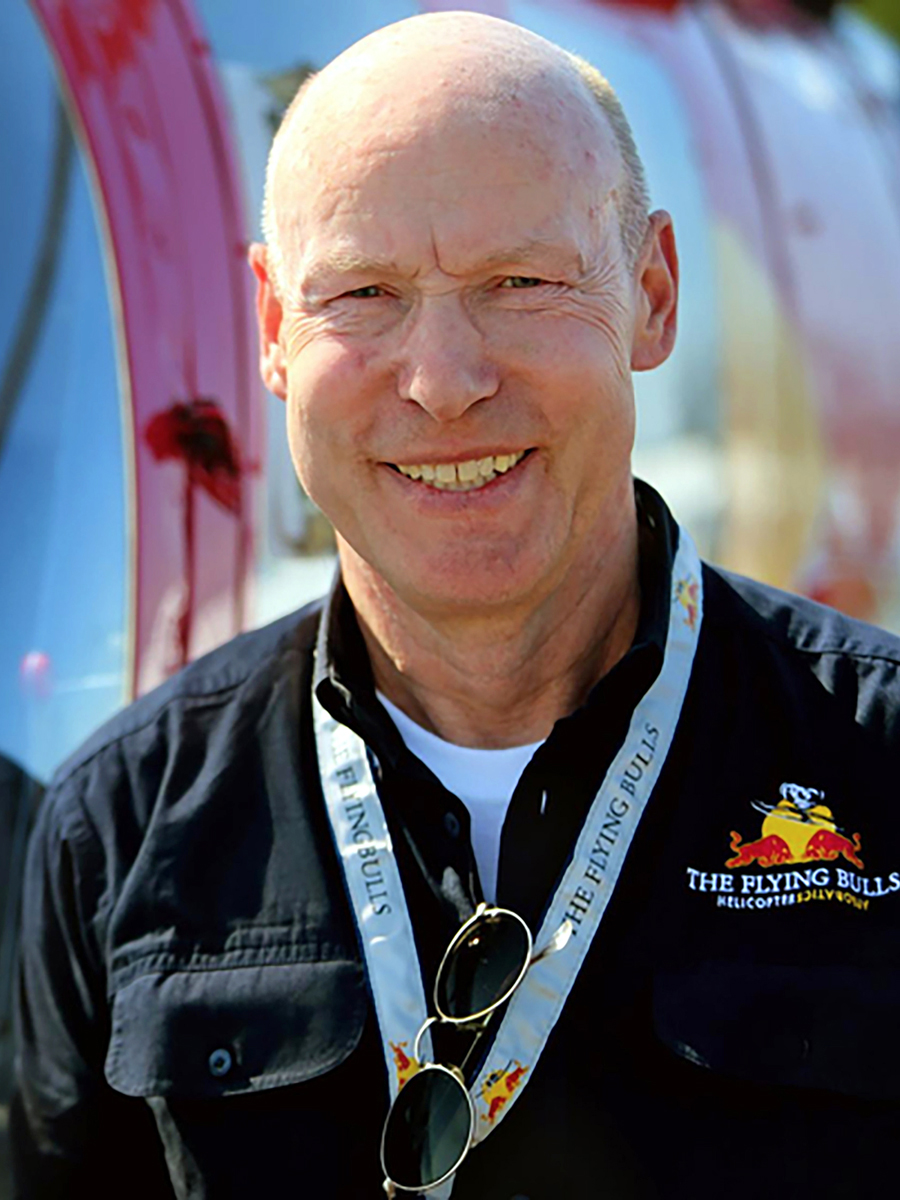
Rainer Wilke auf der ILA in Berlin am 28. April 2018

Rainer Wilke (* 9. November 1948 in Goslar) ist ein deutscher Hubschrauber-Kunstflugpilot und ehemaliger Heeresflieger.

## Fliegerischer Werdegang
Rainer Wilke trat im Jahr 1971 seinen Dienst bei der Bundeswehr an. Ausgebildet wurde er an der Heeresfliegerwaffenschule (seit dem 1. Juli 2015: Internationales Hubschrauberausbildungszentrum) in Bückeburg. Er erwarb seine fliegerischen Grundkenntnisse auf dem Hubschraubermuster Alouette II. Im Laufe der Ausbildung schulte er 1975 auf das Muster MBB Bo 105 um. Im Jahr 1979 wurde Rainer Wilke Fluglehrer auf der Bo 105 und erwarb zahlreiche Zusatzberechtigungen. 1985 erwarb er die Privatpilotenlizenz für Hubschrauber mit Einweisungsberechtigung für Bo 105.
2002 erfolgte die Pensionierung nach Erreichen der besonderen Altersgrenze für Soldaten.

## Kunstflug

### Bei den Heeresfliegern
Mitte der 1980er Jahre erwarb Rainer Wilke die militärische Berechtigung für den Kunstflug auf Hubschraubern. 1989 wurde die Berechtigung zur Durchführung von Kunstflug in seine Privatpilotenlizenz eingetragen.
Noch während seiner Dienstzeit bei der Bundeswehr bildete er zwei Hubschrauberführer der Firma Eurocopter (heute: Airbus Helicopters) im Kunstflug aus.

### Hubschrauber-Kunstflug nach der Bundeswehrzeit
Nach dem Eintritt in den militärischen Ruhestand am 1. April 2002 erwarb er die Berufspilotenlizenz CPL (H) mit den Musterberechtigungen für Bo 105, Bell 407 und der Einweisungsberechtigung sowie der Kunstflugberechtigung für Bo 105. Zwischen 2002 und 2005 flog er Stuntszenen mit dem Hubschrauber für die Firma Action Concept, unter anderem für die Fernsehserie Alarm für Cobra 11 – Die Autobahnpolizei oder TV total (Raab in Gefahr).
2003 wies Rainer Wilke angehende Testpiloten bei der Test Flying Academy of South Africa in den Kunstflug ein.

### Hubschrauber-Kunstflug bei denFlying Bulls
Im Jahr 2005 kam Rainer Wilke in Kontakt mit den Flying Bulls in Salzburg. Er war maßgeblich am Aufbau des zivilen Kunstflugprogramms der Flying Bulls beteiligt und bildete dafür die Piloten aus.
2010 schaffte er erstmals einen Überschlag vorwärts mit dem Hubschrauber, worüber Discovery Channel Canada 2010 einen ausführlichen Beitrag brachte.
Rainer Wilke war weltweit mit seinen Flugvorführungen auf Luftfahrtveranstaltungen zu sehen, bis zur legendären Oshkosh EAA AirVenture Oshkosh Airshow in den USA, die als die größte Airshow der Welt gilt.

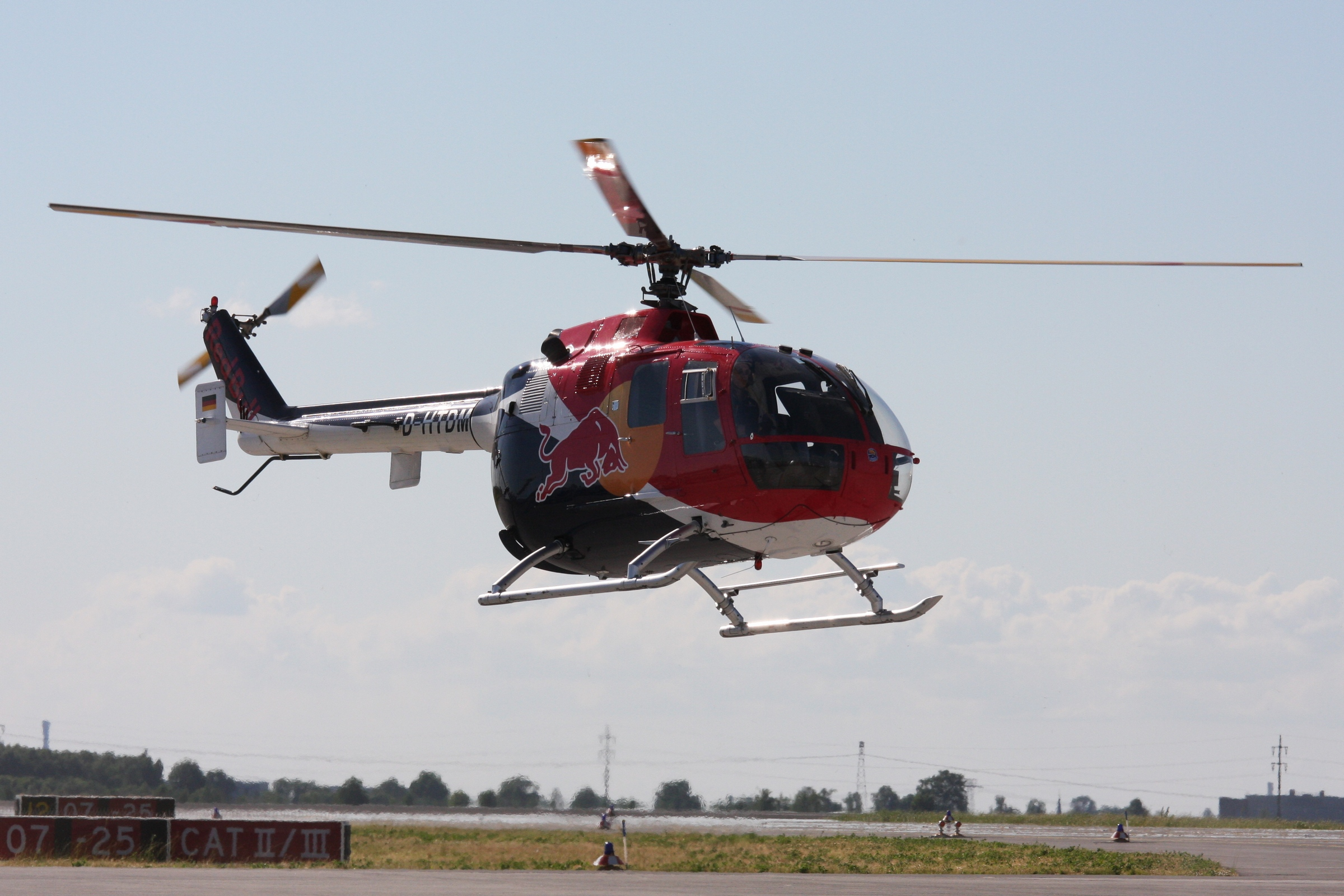
Bo 105 mit Rainer Wilke am Steuer auf der ILA Berlin Schönefeld im Jahr 2010

## Living Legends of Aviation
Im Jahr 2018 wurde Rainer Wilke für sein Lebenswerk in St. Wolfgang in Österreich durch die Aufnahme in die Vereinigung der Living Legends of Aviation geehrt. Dies ist eine Organisation eng mit der Luft- und Raumfahrt verbundener Persönlichkeiten mit anerkannten Leistungen auf diesem Gebiet.

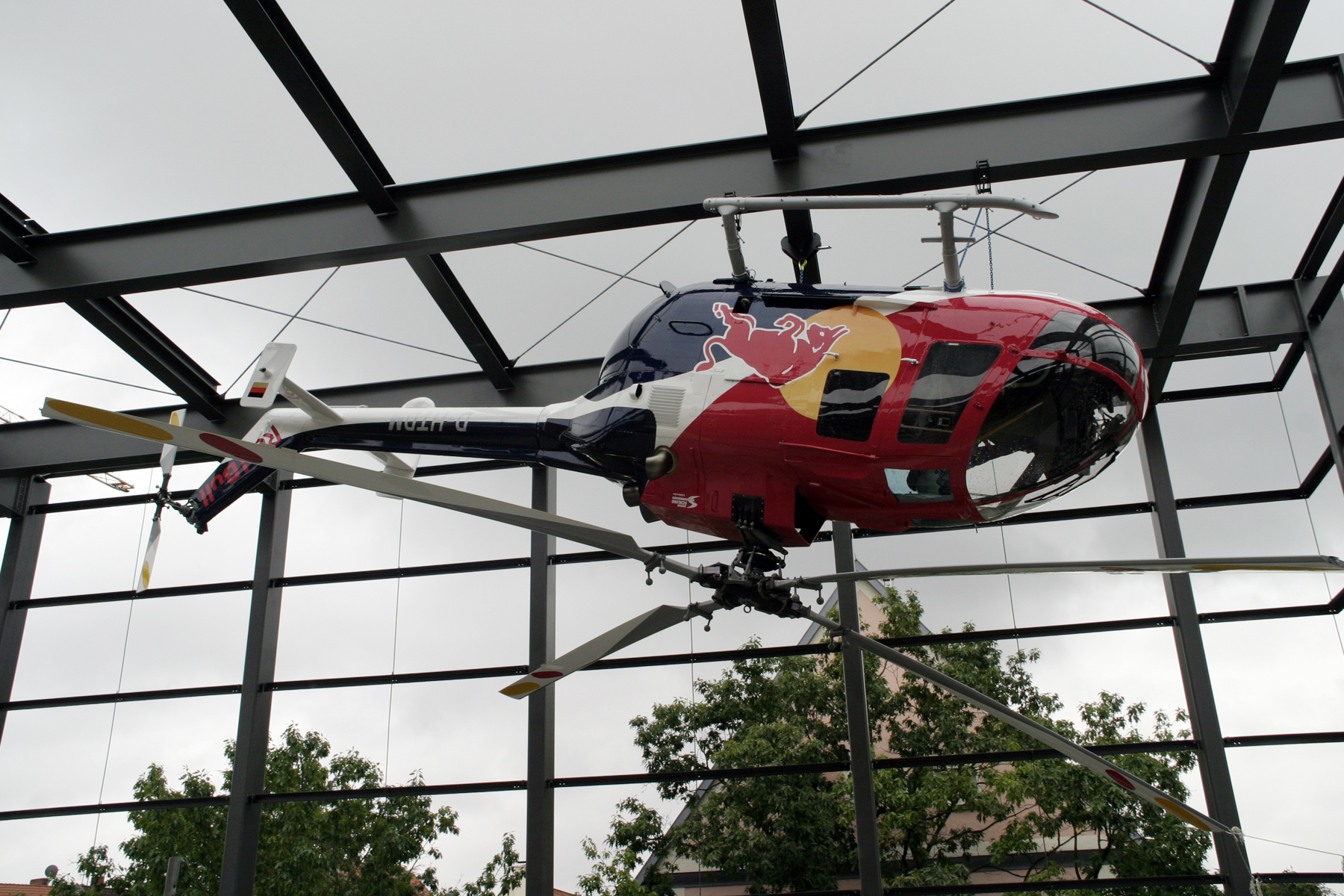
Ankunft der Bo 105 im Kunstflugmodus im Erweiterungsbau des Hubschraubermuseums in Bückeburg am 30. August 2010

## Fliegerische Bilanz
Im Jahr 2023 hat Rainer Wilke seine Kunstflugvorführungen mit der Bo 105 beendet. Er kann insgesamt rund 9.000 Flugstunden bilanzieren, davon mehr als 8.400 Stunden auf Bo 105, mehr als 4.800 Stunden als Fluglehrer und über 330 Stunden Kunstflug auf der Bo 105.

## Schriften
- Hubschrauberflug am Limit mit Fliegerlegende Rainer Wilke. Motorbuch Verlag, Stuttgart 2025, ISBN 978-3-613-04770-9